# Berzhahn
Berzhahn là một xã thuộc một ‘‘Verbandsgemeinde’’ - ở huyện Westerwald trong bang Rheinland-Pfalz, Đức. Xã Berzhahn có diện tích 3,26 km².
Berzhahn nằm ở sườn phía bắc của rừng, cự ly 4 km về phía đông nam của Westerburg. Từ năm 1972, xã này thuộc Verbandsgemeinde Westerburg, một dạng xã tập thể chỉ có ở bang Rheinland-Pfalz.
Vào năm 1338, Berzhahn được đề cập lần đầu trong tài liệu.